# Izabel Magalhães
Maria Izabel Santos Magalhães (1945) é uma professora e linguista brasileira conhecida por seus trabalhos em análise de discurso crítica, área em que é considerada pioneira no Brasil.
Em 1970, Izabel se graduou em Letras, com foco em Inglês, pela Universidade de Brasília (UnB), onde atuaria como docente. Cursou o Mestrado em Linguística para o Ensino da Língua Inglesa pela Universidade de Lancaster (1976), onde também defendeu seu doutorado, relacionando seriamente a análise de discurso crítica e a etnografia, em sua pesquisa doutoral sobre práticas de benzimento, defendida em 1985.
Como professora da Universidade de Brasília por três décadas, coordenou o Núcleo de Estudos de Linguagem e Sociedade de 1995 a 2008.